# نیکی فیدراستون
نیکی فیدراستون (انگلیسی: Nicky Featherstone؛ زادهٔ ۲۲ سپتامبر ۱۹۸۸) یک بازیکن فوتبال است.